# Kondinskoje (Chanten und Mansen)
Kondinskoje (russisch Конди́нское) ist eine Siedlung städtischen Typs im Autonomen Kreis der Chanten und Mansen/Jugra in Russland mit 3616 Einwohnern (Stand 14. Oktober 2010).

## Geographie
Der Ort liegt etwa 175 km Luftlinie südwestlich des Kreisverwaltungszentrums Chanty-Mansijsk im Westsibirischen Tiefland. Er befindet sich am linken Ufer der Konda direkt unterhalb der Einmündung des Nebenflusses Jukonda, die dort an ihrem linken Mündungsarm einen See ausbildet.
Kondinskoje gehört zum Rajons Kondinski, dessen Verwaltungssitz Meschduretschenski 85 km westlich liegt. Die Siedlung ist Sitz der Stadtgemeinde Kondinskoje gorodskoje posselenije, zu der außerdem die Dörfer Iljitschowka (14 km ostsüdöstlich), Nikulinka (20 km westlich) und Stary Katysch (35 km westsüdwestlich) gehören.

## Geschichte
Erstmals erwähnt wurde eine Ortschaft mit Namen Nachratschi in der dünn, vorwiegend von Chanten und Mansen besiedelten Region an der mittleren Konda 1715. 1847 erhielt sie den offiziellen Status eines Dorfes und wurde Sitz einer Wolost; dieses Jahr gilt als Gründungsjahr des Ortes. Seit 1. Februar 1924 war Nachratschi Verwaltungssitz des nach dem Fluss benannten Kondinski rajon.
Am 29. August 1961 erhielt der Ort seinen heutigen Namen, angepasst an den des Flusses und des Rajons. Eine zuvor als Kondinskoje bezeichnete, gut 300 km nördlich am rechten Ufer des Ob gelegene Ortschaft ohne Bezug zur Konda war 1959 in Oktjabrskoje umbenannt worden.
Seit 5. August 1963 besitzt Kondinskoje den Status einer Siedlung städtischen Typs. 1995 wurde der Rajonverwaltungssitz in das verkehrstechnisch günstiger gelegene und seit dem Bahnbau 1969 bedeutendere Meschduretschenski verlegt.

### Bevölkerungsentwicklung
| Jahr | Einwohner |
| ---- | --------- |
| 1939 | 2478      |
| 1959 | 3045      |
| 1970 | 3683      |
| 1979 | 4772      |
| 1989 | 5125      |
| 2002 | 4086      |
| 2010 | 3616      |

Anmerkung: Volkszählungsdaten

## Verkehr
Nach Kondinskoje führt eine nur im Winter befahrbare Piste, die zwischen Meschduretschenski und Mortka von der Regionalstraße 71-100K-16 abzweigt. Von Meschduretschenski besteht Anschluss an das ganzjährig befahrbare Straßennetz, über die 71-100K-15 in Richtung Urai, weiter als 71-100K-14 nach Sowetski. In Meschduretschenski (Endbahnhof Ustje-Acha) und Mortka befinden sich auch die nächstgelegenen Bahnstationen an einer Strecke von Jekaterinburg.
Kondinskoje besitzt seit 1968 einen heute (Stand 2014) regelmäßig von Chanty-Mansijsk und Tjumen angeflogenen Flughafen (ICAO-Code USHK) am östlichen Ortsrand.